# С. П. Баласубраманьям
Шрипати Пандитарадхиюла Баласубрахманьям (телугу శ్రీపతి పండితారాధ్యుల బాలసుబ్రహ్మణ్యం; 4 июня 1946, Неллуру — 25 сентября 2020) — индийский закадровый исполнитель, композитор, актёр, музыкальный продюсер и кинопродюсер.

## Биография
Баласубрахманьям родился в городе Неллуру (ныне в штате Андхра-Прадеш). Его отец был артистом жанра харикатха, который также играл в пьесах. Его мать – Шакунталамма. У него есть два брата и пять сестёр, включая С. П. Сайладжу, которая также является певицей.
Хотя он с раннего возраста проявил интерес к музыке, изучая нотную запись, после школы Баласубраманьям поступил в инженерный колледж JNTU Anantapur с намерением стать инженером. Он прервал учебу из-за брюшного тифа и присоединился в качестве ассоциированного члена к Инженерному институту в Ченнаи.
Он продолжал заниматься музыкой во время инженерных исследований и завоевал награды на конкурсах пения. В 1964 году он получил первую премию в музыкальном конкурсе для певцов-любителей, организованном культурной организацией телугу в Мадрасе. Он был руководителем труппы легкой музыки, состоящей из Анирутты (на фисгармонии), Илайяраджа (на гитаре и позже на фисгармонии), Баскара (на перкуссии) и Гангая Амарана (на гитаре). Он был выбран как лучший певец на конкурсе певцов, который судили композиторы С. П. Кодандапани и Гантасала. Он часто посещал музыкальных композиторов в поисках возможностей. 
Баласубраманьям дебютировал в качестве вокалиста 15 декабря 1966 года в фильме на телугу Sri Sri Sri Maryada Ramanna, снятым его наставником С. П. Кодандапани. Первая нетелугская песня, которую он записал всего через восемь дней после своего дебюта на телугу, была для фильма на каннада Nakkare Ade Swarga, в главной роли которого снялся комедийный актер Т. Р. Нарасимхараджу. Он записал свою первую тамильскую песню «Athaanodu ippadi irundhu eththanai naalaachu» (дуэт с Л. Р. Эсвари) на музыку М. С. Вишванатана в фильме Hotel Ramba, который, к сожалению, так и не был выпущен. У этой песни нет сохранившихся копий. Другие ранние песни, которые он пел, были дуэтами с П. Сушилой: «Iyarkai Ennum Illaya Kanni» в фильме 1969 года Shanti Nilayam с Джемини Ганесаном в главной роли и «Aayiram Nilavae Vaa» за М. Г. Рамачандрана в Adimaippenn. Его первой дуэтной песней с С. Джанаки стала «Pournami Nilavil Pani vizhum Iravil» в Kannippenn. Затем дебютировал в Молливуде в фильме Г. Девараджана Kadalppalam.
Баласубрахманьям отличался тем, что исполнял большинство песен за один день. Он записал 21 песню на каннада для композитора Упендры Кумара в Бангалоре с 9:00 до 21:00 8 февраля 1981 года и 19 песен на тамильском, 16 песен на хинди в день, что является заметным достижением и рекордом. Он создал плодотворную карьеру. «Были дни, когда я записывал 15–20 песен, но только для Ананда-Милинда. И я отправлялся последним рейсом обратно в Ченнаи». В 1970-х он также работал с М. С. Вишванатаном в тамильских фильмах для таких актёров, как М. Г. Рамачандран, Шиваджи Ганесан и Джемини Ганесан. Он записал дуэты с П. Сушилой, С. Джанаки, Вани Джаярам и Л. Р. Эсвари. Общение Баласубраманьяма с Илайяраджей началось ещё до того, как он начал работать в киноиндустрии. В те дни он пел в городах и деревнях по всей южной Индии и в Илайяраджа, тогда неизвестный фисгармонист и гитарист сопровождал его, выступая на его концертах.
Баласубрахманьям дебютировал в Болливуде, когда вышел фильм «Созданы друг для друга», где он пел за Камала Хасана. Хотя до этого многие композиторы были против него, а режиссёр фильма сказал, что он не умеет говорить на хинди, он получил Национальную премию за лучший закадровый вокал
После этого некоторые песни в Болливуде не достигали успеха, но его признание в Болливуде пришло, когда он пел почти во всех песнях за героя Салмана Хана для фильма «Я полюбил», и благодаря этому фильму он получил награду Filmfare Award за лучший мужской закадровый вокал, и стал петь почти во всех фильмах до «Кто я для тебя?», среди песен стала популярна дуэтная композиция «Didi Tera Devar Deewana», некоторые сравнили его с Кишором Кумаром, который пел за Амитабха Баччана. Возвращение Баласубраманьяма в Болливуд состоялось в 2013 году, когда он записал песню для фильма «Ченнайский экспресс».

## Личная жизнь
Женат на Савитри и у него двое детей: дочь Паллави и сын С. П. Б. Чаран, который пошёл по стопам отца, тоже стал певцом. Скончался 25 сентября 2020 года от осложнений на фоне коронавирусной инфекции COVID-19 в возрасте 74 лет в Ченнаи.

## Фильмография

### В качестве закадрового исполнителя
Телугу
- 1966 — Sri Sri Sri Maryada Ramanna — «Harihari Naarayano», «Emiyee Vintha Moham» (квартет с P. Susheela, P. B. Sreenivas, K.Raghuramayya)
- 1967 — Private Master — «Paaduko Paaduko»
- 1981 — «Последний зов любви»[англ.] — «Saagara Sangamame», «Minneti Sooredu», «Maate Manthramu»
- 1983 — «Фотография в свадебном альбоме» — «Mounamelanoyi», «Naada Vinodamu», «Thakita Thadimi», «Vedham Anuvanuvuna», «Vevela Gopemmala»
- 1983 — «Ситара» — «Jilibili Palukula» (дуэт с С. Джанаки), «Omkaara Panjara Sukhee», «Kukukoo Kukukoo», «Kinnerasaani Vachindammaa»
- 1984 — «Маюри» — «Mounam Gaanam»
- 1987 — «Маленький свидетель»[англ.] — «Satyam Shivam Sundaram», «Andam Sharanam», «Idedo Golaga», «Kashmiri Loyalo», «Chakkani Chukkala»
- 1988 — «Ви́на Рудры»[англ.] — «Nammaku Nammaku», «Taralirada», «Cheppalani», «Chuttu Pakkala»
- 2018 — Gayatri — «Vekuvamma»

Тамильский
- 1969 — Adimai Penn — «Aayiram Nilave Vaa»
- 1984 — «Ложная клятва»[англ.] — «Andhi Varum Neram», «Chinnanjiru Kiliye»
- 1986 — «Поющая раковина» — «Poguthae Poguthae»
- 1990 — «Уйти от мафии»[англ.] — «Yarappathiyum», «Thalaiva», «Pachaippulla», «Kannadicha»
- 1992 — «Роза» — «Rukkumani Rukkumani», «Kaadhal Rojave»
- 1996 — «Индиец» — «Maya Machindra», «Kappaleri Poyaachu»
- 2010 — «Робот» — «Puthiya Man»
- 2011 — «Поле битвы»[англ.] — «Ayyayyo»
- 2014 — «Легенда» — «Enge Pogudho», «Medhuvagathan»
- 2014 — «Отступник»[англ.] — «Paatu Onnu» (дуэт с Шанкар Махадеван)
- 2019 — Petta — «Marana Mass» (Дуэт с Анируд Равичандер)

Каннада
- 1972 — Kulla Agent 000 — «Ella Mayavo Prabhuve», «Singapoorininda Bande», «Kulla Agent 000»
- 1973 — Naagarahaavu — «Havina Dwesha»
- 2004 — Apthamitra — «Anku Donku»
- 2005 — Jogi — «Yelumale Meleri»
- 2006 — Ajay — «Sahaara»
- 2019 — Kavacha — «Rekkeya»

Малаялам
Хинди
- 1981 — «Созданы друг для друга»[англ.] — «Tere Mere Beech Mein» (дуэт с Лата Мангешкар), «Hum Tum Dono Jab Mil Jayen», «Mere Jeevan Saathi» (дуэт с Анурадха Паудвал), «Hum Bane Tum Bane»
- 1984 — Tohfa — «O Milan Maunjo Se Maunjo Ka» (дуэт с Ашей Бхосле)
- 1989 — «Я полюбил» — «Aate Jaate», «Kabootar Ja Ja Ja», «Aaja Shaam Hone Aayee», «Antakshari», «Mere Rang Mein Rangne Waali», «Dil Deewana» (Male), «Maine Pyar Kiya», «Dil Deewaana» (дуэт с Лата Мангешкар), «Aaya Mausam Dosti Ka»
- 1991 — «Мой любимый» — «Bahut Pyar Karte Hain» (Male), «Dekha Hai Pehli Baar», «Tumse Milne Ki Tamanna Hai», «Jiye To Jiye Kaise», «Pehli Baar Mile Hain»
- 1991 — «Каменные цветы» — «Kabhi Tu Chhalia Lagta Hai», «Maut Se Kya Darna», «Sun Dilruba», «Na Jaa Na Jaa», «Tumse Jo Dekhte Hi Pyar Hua», «Deewana Dil Bin Sajna Ke Manena», «Sajna Tere Bina Kya Jeena»
- 1994 — «Кто я для тебя?» — «Didi Tera Devar Deewana», «Mausam Ka Jaadu», «Joote Dedo, Paise Lelo», «Pehla Pehla Pyar», «Dhiktana», «Mujhse Juda Hokar», «Hum Aapke Hain Koun», «Wah Wah Ramji»
- 1994 — «Хочу жениться на дочери миллионера» — «Do Mastanae», «Ye Raat Aur Ye Doori», «Shola Shola Tu Bhadke»
- 2013 — «Ченнайский экспресс» — «Chennai Express»

### В качестве актёра
| Год  |   | Русское название | Оригинальное название | Роль            |
| ---- | - | ---------------- | --------------------- | --------------- |
| 1989 | ф |                  | Keladi Kanmani        | A. Р. Рангарадж |
| 1994 | ф |                  | Kadhalan              | Катиресан       |
| 1997 | ф |                  | Ullaasam              | Thangiah        |
| 1997 | ф |                  | Ratchagan             | LIC Падманабхан |
| 1997 | ф |                  | Minsara Kanavu        | Тангадурай      |
| 2001 | ф |                  | Chirujallu            | Дурга Прасад    |
| 2003 | ф |                  | Magic Magic 3D        | Ачарья          |
| 2006 | ф |                  | Mayabazaar            | Кубера          |
| 2010 | ф |                  | Naanayam              | CEO Вишванат    |
| 2011 | ф | Сила Шакти       | Shakti                | Виджаярайя      |
| 2012 | ф |                  | Devasthanam           | Самбамурти      |
| 2012 | ф |                  | Mithunam              | Аппа Дасу       |